# Gaius Horatius Pulvillus
Gaius Horatius Pulvillus war ein der Patrizierfamilie der Horatier angehöriger Politiker der frühen römischen Republik. Er bekleidete 477 v. Chr. das Konsulat und übte dieses höchste Staatsamt möglicherweise 457 v. Chr. ein zweites Mal aus.

## Leben
Für das Jahr 477 v. Chr. bezeugen die Quellen einhellig, dass Gaius Horatius Pulvillus damals das Konsulat innehatte. Den miteinander übereinstimmenden Berichten der antiken Historiker Titus Livius und Dionysios von Halikarnassos zufolge sei er zuerst beauftragt worden, die Volsker zu bekämpfen, während der andere Konsul Titus Menenius Lanatus gegen die Etrusker vorgehen sollte. Allerdings hätten die Etrusker nach ihrem Sieg über die Fabier in der Schlacht am Cremera, in der die meisten Angehörigen dieses römischen Patriziergeschlechts gefallen sein sollen, auch den Konsul Menenius geschlagen und seien bis zum Janiculum vorgestoßen. Der angesichts dieser Gefahr für Rom zurückgerufene Horatius habe zuerst nahe dem Tempel der Spes gegen die Etrusker unentschieden gekämpft und bei einer zweiten militärischen Auseinandersetzung beim Collinischen Tor sogar einen leichten Vorteil über sie errungen, woraufhin die Feinde abgezogen seien. Der Althistoriker Friedrich Münzer hält diese die große Bedrohung für Rom nur wenig beschönigende Darstellung für „verhältnismäßig gut und alt“.
Ob Horatius nach seinem Konsulat 477 v. Chr. 20 Jahre später noch ein zweites Mal als höchster Magistrat Roms – dieses Mal zusammen mit Quintus Minucius Esquilinus – amtierte, geht aus den antiken Quellenzeugnissen nicht eindeutig hervor. Der Redaktor der Fasti Capitolini, deren Angaben für 457 v. Chr. erhalten sind, nahm die Identität des Konsuls Horatius von 477 v. Chr. mit jenem gleichen Gentilnamens von 457 v. Chr. an, ebenso anscheinend Dionysios von Halikarnassos, der unter beiden Jahren den gleichen Namen Gaius Horatius anführt. Im Unterschied dazu gingen Diodor und Livius nicht von einer solchen Gleichsetzung aus, da sie dem Konsul Horatius von 477 v. Chr. das Pränomen Gaius, jenem von 457 v. Chr. aber das Pränomen Marcus zuschrieben. In der frühesten – nicht erhaltenen – Überlieferung war also offenbar nur festgehalten, dass in den beiden betreffenden Jahren jeweils ein Horatier das Konsulat bekleidete, nicht jedoch, ob dies ein und derselbe Mann war.
Zum ältesten Kern der Überlieferung für die Ereignisse des Jahres 457 v. Chr. gehört bezüglich Roms Innenpolitik die Erhöhung der Zahl der Volkstribunen auf zehn und bezüglich seiner Außenpolitik die Zerstörung der Stadt Corbio. Dass es Horatius war, der die Kämpfe gegen die Aequer bei Corbio austrug, ist die früheste Erweiterung dieses Kerns; alle zusätzlich erwähnten Einzelheiten stellen eine noch spätere Ausgestaltung dar.
Livius berichtet schließlich von einem 453 v. Chr. an der Pest verstorbenen Augur Gaius Horatius Pulvillus, der wohl mit dem gleichnamigen Konsul von 477 v. Chr. gleichzusetzen ist.